# Норвежская академия наук
Норвежская академия наук (норв. Det Norske Videnskaps-Akademi, DNVA) — главная научная организация Норвегии, основанная в 1857 году в Осло как Videnskabsselskabet i Christiania. Главная цель академии — содействие развитию науки в Норвегии и репрезентация норвежской науки за рубежом. Академия также присуждает престижную премию Абеля (математика) и премию Кавли (астрофизика, нанотехнологии).
Норвежская академия наук имеет 487 мест для норвежских членов и 408 мест для иностранных членов, что вместе составляет 895 членов академии.
Академия состоит из двух отделов: естественного и историко-философского. Президентом академии является профессор Ole M. Sejersted.